# Wasserstraßen- und Schifffahrtsamt Trier
Das Wasserstraßen- und Schifffahrtsamt Trier (WSA Trier) war ein Wasserstraßen- und Schifffahrtsamt in Deutschland. Es gehörte zum Dienstbereich der Generaldirektion Wasserstraßen und Schifffahrt, vormals Wasser- und Schifffahrtsdirektion Südwest.
Die Behörde wurde 1952 in Trier gegründet. Durch die Zusammenlegung der Wasserstraßen- und Schifffahrtsämter Trier, Koblenz und Saarbrücken ging sie am 13. Juni 2019 im neuen Wasserstraßen- und Schifffahrtsamt Mosel-Saar-Lahn auf.

## Zuständigkeitsbereich

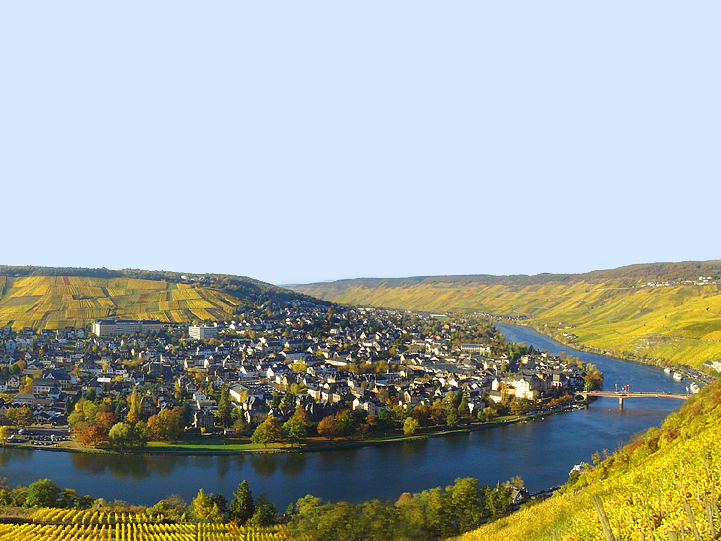
Mosel bei Bernkastel-Kues

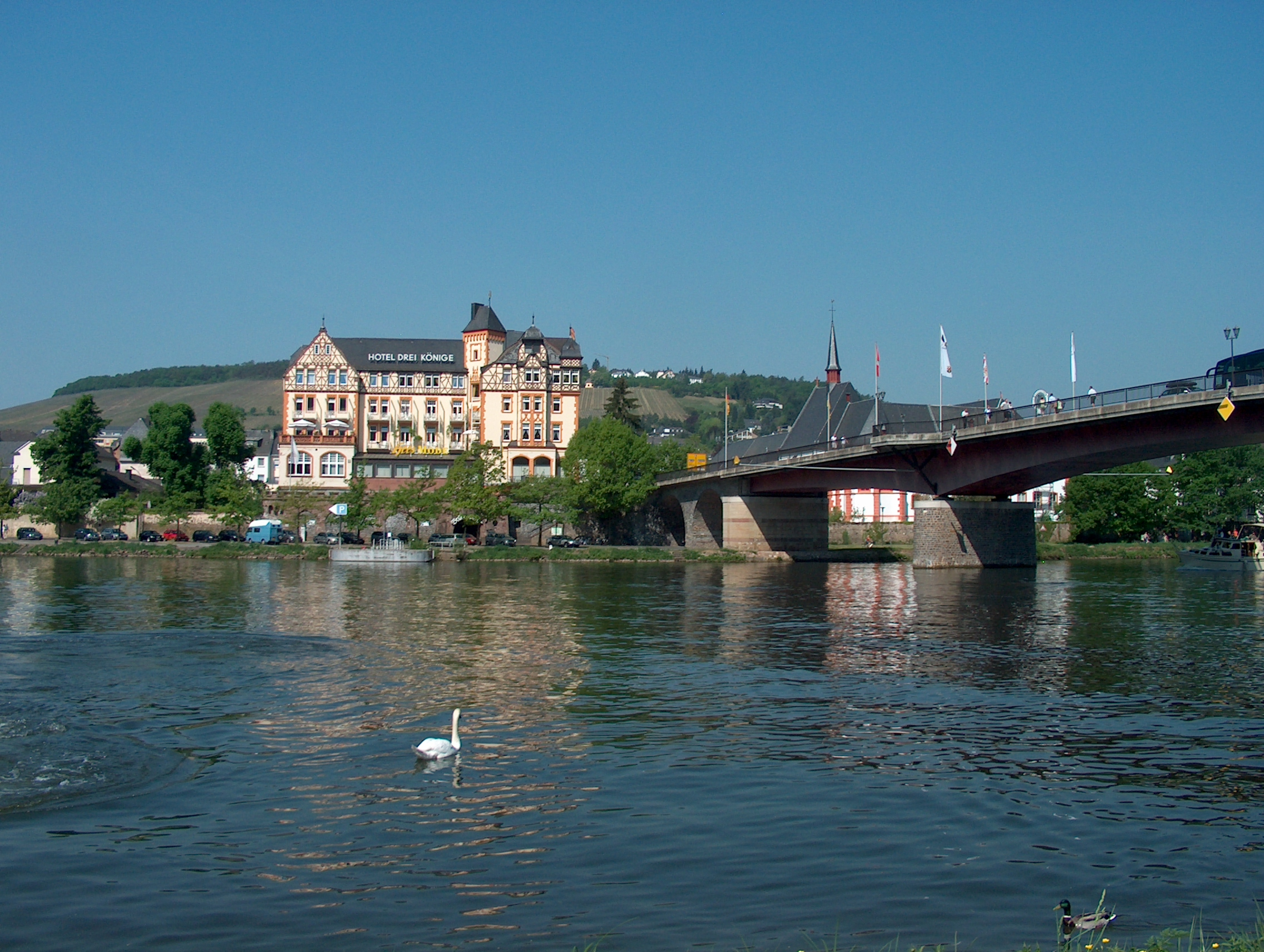
Mosel in Bernkastel-Kues

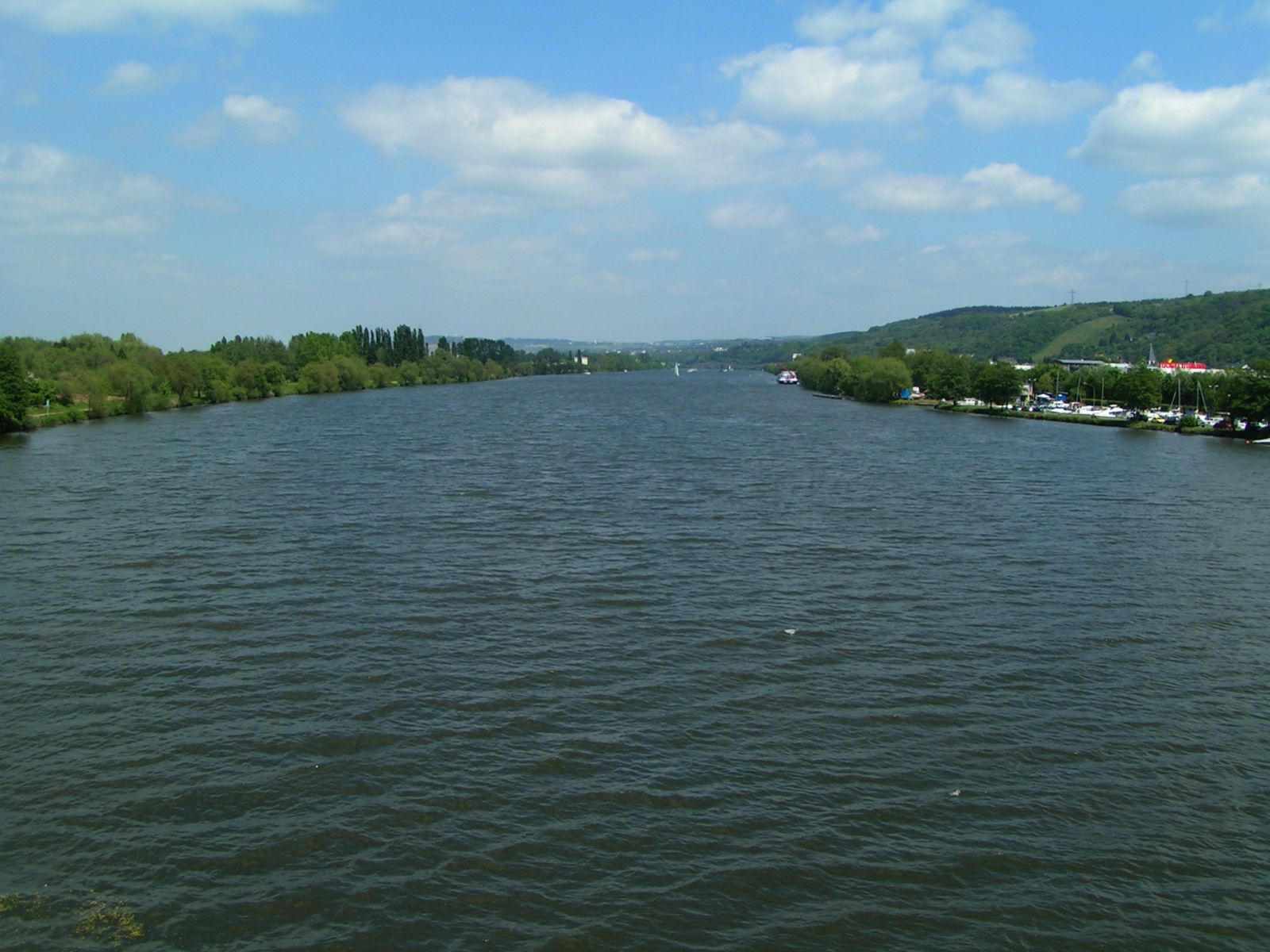
Mosel bei Konz

Das Wasserstraßen- und Schifffahrtsamt Trier war zuständig für die Mosel von Koblenz bis zum Dreiländereck (Deutschland, Luxemburg und Frankreich), inklusive der Strecke, auf der die Mosel Grenzfluss nach Luxemburg ist. Hier ist der Fluss deutsch-luxemburgisches Kondominium (gemeinschaftliches deutsch-luxemburgisches Hoheitsgebiet).

## Aufgabenbereich
Zu den Aufgaben des Wasserstraßen- und Schifffahrtsamtes Trier gehörten:
- Unterhaltung der Bundeswasserstraßen im Amtsbereich
- Betrieb und Unterhaltung baulicher Anlagen, z. B. Schleusen, Wehre und Brücken
- Aus- und Neubau
- Unterhaltung und Betrieb der Schifffahrtszeichen
- Messung von Wasserständen
- Übernahme strom- und schifffahrtspolizeilicher Aufgaben.

## Außenbezirke
Das Wasserstraßen- und Schifffahrtsamt Trier war wie folgt untergliedert:
- Den Außenbezirk Bernkastel-Kues, zuständig für die Mosel von Kinhein (Mosel-km 115,6) bis Trittenheim (Mosel-km 157,5).
- Den Außenbezirk Detzem, zuständig für die Mosel von Trittenheim (Mosel-km 157,5) bis Trier (Mosel-km 197,4).
- Den Außenbezirk Wincheringen, zuständig für die Mosel von Trier (Mosel-km 197,4) bis zum Dreiländereck (Mosel-km 242,2). Von Mosel-km 206,0 bis Mosel-km 242,2 ist die Mosel hier Hoheitsgebiet Deutschlands und Luxemburgs.
- Den Bauhof Trier, insbesondere für Wartungs- und Instandsetzungsarbeiten an Schiffen und Anlagen der WSA Trier und Saarbrücken.

## Kleinfahrzeugkennzeichen
Den Kleinfahrzeugen im Bereich des Wasserstraßen- und Schifffahrtsamtes Trier wurden Kleinfahrzeugkennzeichen mit der Kennung TR zugewiesen.
Koordinaten: 49° 44′ 30″ N, 6° 37′ 43″ O